# Cooma–Snowy Mountains Airport
Cooma–Snowy Mountains Airport är en flygplats i Australien. Den ligger i kommunen Snowy River och delstaten New South Wales, i den sydöstra delen av landet, omkring 340 kilometer sydväst om delstatshuvudstaden Sydney.
Runt Cooma–Snowy Mountains Airport är det mycket glesbefolkat, med 3 invånare per kvadratkilometer.. Närmaste större samhälle är Cooma, omkring 15 kilometer nordost om Cooma–Snowy Mountains Airport. 
Trakten runt Cooma–Snowy Mountains Airport består i huvudsak av gräsmarker. Genomsnittlig årsnederbörd är 1 039 millimeter. Den regnigaste månaden är februari, med i genomsnitt 158 mm nederbörd, och den torraste är juli, med 16 mm nederbörd.